# Fetoskopia

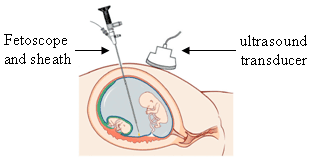
Schemat przeprowadzenia badania

Fetoskopia – biopsja tkanek płodu. Fetoskopię wykonuje się pomiędzy 18 a 20. tygodniem ciąży. Wprowadzenie fiberoskopu pozwala na oglądanie płodu i pobranie fragmentów tkanek, najczęściej skóry lub wątroby lub próbek krwi. Ryzyko wywołania poronienia szacuje się na ok. 5%, trwałe uszkodzenie ściany owodni połączone z wyciekiem płynu owodniowego na 4%.